# Egernia kingii
Espèce
Synonymes
- Tiliqua kingii Gray, 1838
- Tropidolopisma nitida Gray, 1845

Statut de conservation UICN

 LC  : Préoccupation mineure
Egernia kingii est une espèce de sauriens de la famille des Scincidae.

## Répartition
Cette espèce est endémique d'Australie-Occidentale, elle se rencontre dans les régions côtières du Sud-Ouest. Ce scinque est commun sur les îles Rottnest, Carnac et Penguin et dans certaines régions côtières de forêt ouverte et de lande ouverte.

## Description

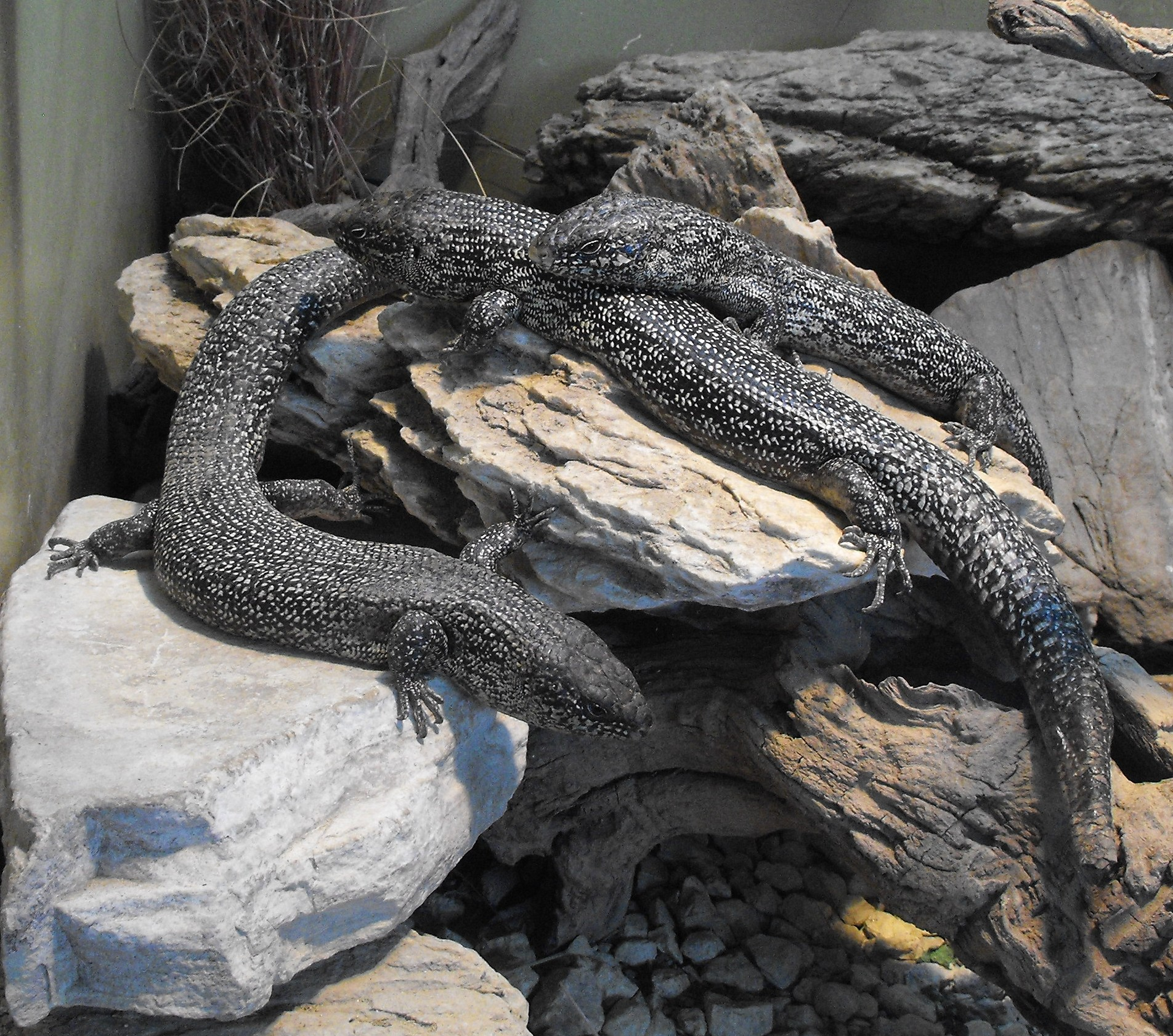

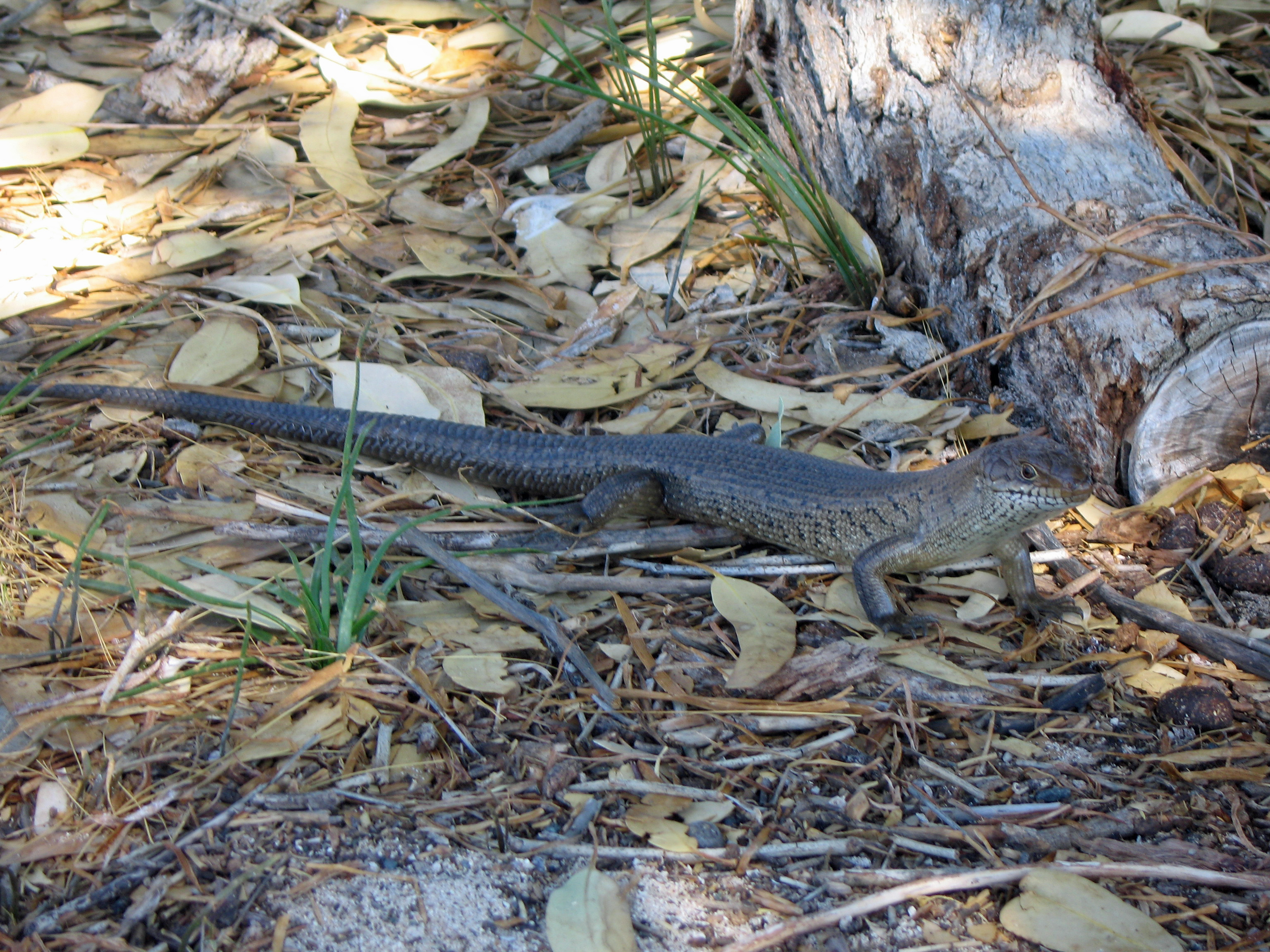

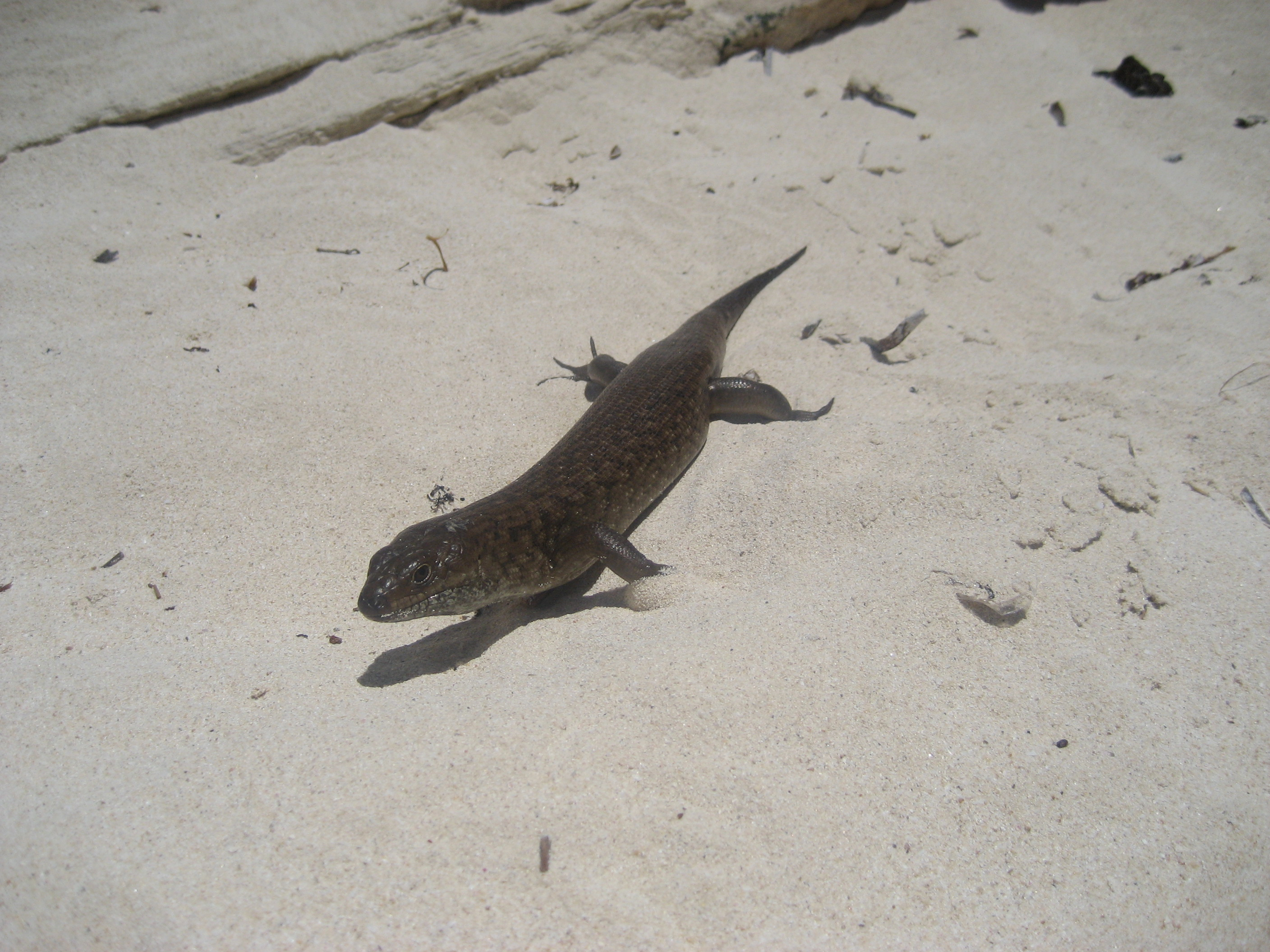

Il est noir, très corpulent et peut atteindre une longueur de 55 cm avec une masse de 220 g.
Il est omnivore et consomme surtout des végétaux tendres mais complète son alimentation par des insectes et des œufs d'oiseau. Il est la proie de nombreux animaux, comme le serpent tigre (Notechis).
Comme de nombreux scinques, il est vivipare et après une période de gestation de 20 à 22 semaines donne naissance à des portées de 2 à 8 jeunes qui ont une masse moyenne de 7 g. La mortalité juvénile est élevée et la croissance pour atteindre la taille adulte est lente, mais ces scinques peuvent avoir une très longue durée de vie.

## Étymologie
Cette espèce est nommée en l'honneur de Philip Parker King.

## Publication originale
- Gray, 1839 "1838" : Catalogue of the slender-tongued saurians, with descriptions of many new genera and species. Annals and Magazine of Natural History, sér. 1, vol. 2, p. 287-293 (texte intégral).